# Giambattista Gariboldi
Giambattista Gariboldi (Monza, ...) è un pittore italiano.

## Biografia
Giovanni Maria Gariboldi è stato un pittore monzese attivo tra il 1740 ed il 1793, noto anche con il nome Giambattista.
Appartiene al gruppo di artisti monzesi e milanesi che hanno diffuso in Lombardia il quadraturismo.
Si sa che si è formato alla scuola del Carloni collaborando con lui agli affreschi del Duomo di Monza, ma risente anche l'infuenza di Giovanni Angelo Borroni.
A Monza lavora anche agli affreschi in varie altre chiese: S.Maria in Strada, S.Michele, S.Maria al Carrobiolo, S.Maurizio.
Nel 1766 è certamente a Bergamo, dove esegue lavori in Duomo collaborando con Federico Ferrario.
Nel 1778 è nuovamente in Brianza dove lavora agli affreschi del Santuario di Montevecchia (La caduta della manna e altri soggetti). A Villa Torneamento realizzò il medaglione centrale del soffitto e i due alle pareti che celebrano il trionfo di Aureliano che sale al Campidoglio.
Non si ha notizia della sua data di morte.